# Lake Placid, Florida
Lake Placid är en stad i delstaten Florida i USA. Vid folkräkningen år 2000 uppgick invånarantalet till 1 668. Den har enligt United States Census Bureau en area på 7,4 km².